# Doraksan
Doraksan är ett berg i Sydkorea.   Det ligger i provinsen Gyeonggi, i den norra delen av landet, 29 km norr om huvudstaden Seoul. Toppen på Doraksan är 440 meter över havet, eller 330 meter över den omgivande terrängen. Bredden vid basen är 8,9 km.
Terrängen runt Doraksan är kuperad söderut, men norrut är den platt. Runt Doraksan är det mycket tätbefolkat, med 5 399 invånare per kvadratkilometer. Närmaste större samhälle är Yangju, 3,7 km öster om Doraksan. I omgivningarna runt Doraksan växer i huvudsak blandskog.